# مرو تلخ
پونه کوهی
پونه از خانواده نعناع است و برای هضم غذا مفید می‌باشد جویدن نعناع و پونه برای بر طرف کردن سکسکه مفید است و ضد تشنج و آرام‌کننده اعصاب است به درمان اسهال و بیماری‌های روده‌ای کمک می‌کند همچنین حاوی مقدار زیادی ویتامین A , B , است.
خواص درمانی: پونه کوهی از بهترین گیاهان تقویت‌کننده بشمار می‌رود مصرف پونه کوهی کار روده‌ها را منظم می‌کند درد معده و بی اشتهایی را تسکین می‌دهد و برای ناراحتی‌های کبدی بسیار مؤثر است دم کرده پونه برای اسهال اسهال خونی و اسهال‌های باسیلی و همچنین ناراحتی‌های عصبی اختلالات گوارشی مفید و مؤثر است دم کرده پونه تقویت‌کننده خوبی است اگر گاهی پس از صورف غذا در معده احساس سنگینی نمودید یا غذا را ترش کردید یا به کلی ناراحت شدید می‌توانید از این دم کرده‌استفاده کنید.